# Lommagölen (Gullabo socken, Småland)
Lommagölen är en sjö i Torsås kommun i Småland och ingår i Hagbyån-Bruatorpsåns kustområde.